# ふたりのウルトラマン
『ふたりのウルトラマン』は、2022年4月28日にNHK総合（19時30分から72分枠、沖縄、九州地区（鹿児島除く））、5月2日にNHKBSプレミアム（21時から90分枠）で放送されたテレビドラマ。
『ウルトラマン』を支えた二人の脚本家「金城哲夫」「上原正三」をフィーチャーし、放映当時の関係者へのインタビューも加えたドキュメンタリードラマとなっている。

## あらすじ
『ウルトラQ』の製作に追われる円谷プロに、金城哲夫を頼り、まだ返還前の沖縄から上原正三が加入する。天真爛漫でSF的な発想が得意な金城は、円谷プロダクションの中心として活躍し、創設者円谷英二の長男でテレビ演出家の円谷一、助監督の満田かずほと共に切磋琢磨しながら怪獣テレビ映画に取り組んでいた。沖縄を題材の脚本を志していた上原だったが、金城につきっきりで特撮脚本のいろはをたたき込まれる。書いた脚本が英二に絶賛されると、一転、特撮の脚本に本腰を入れるように……。そして、新企画『ウルトラマン』には飯島敏宏、実相寺昭雄などテレビ界で活躍する人材が集められた。金城はウルトラマンの故郷を沖縄の伝説の理想郷・ニライカナイをイメージした「ひかりの国」に設定する。
『ウルトラマン』は大成功をおさめ、第2弾『ウルトラセブン』の製作が決定したが、金城と一は愛着ある怪獣が毎回殺される展開に次第に疲弊していく。プロデューサー橋本洋二の意向で、テーマ性が求められる脚本作りに金城が行き詰まっていく一方、上原は本領を発揮し、メインライターに成長する。「狙われた街」などの傑作も誕生するが、結果的に『ウルトラセブン』の視聴率はふるわず、続いて社運をかけた怪獣が出ない特撮『マイティジャック』は惨敗。円谷プロは経営の危機に立たされ、金城は降格。一は会社を立て直すために演出を離れる。辞表を書いた金城は失意の中、英二が見送るフェリーに乗って沖縄へ戻る。そして、金城は沖縄を題材とした舞台の脚本・演出を手がけていく。金城は上原に再三、沖縄に戻り沖縄を題材にした作品を一緒に作ろうと誘った。しかし上原は金城の誘いを断り、特撮・アニメの脚本家の道に邁進する。
1970年に円谷英二、1973年に円谷一と肉親のように愛した二人を立て続けになくした金城は苦悩のあまり酒に溺れていく。苦しみを紛らすため沖縄返還をアピールする沖縄海洋博のイベントプロデューサーの仕事に没頭する。「沖縄と本土の架橋に」と願って奔走する金城だったが、地元民に反対され、孤立を深めていく。酒が手放せなくなった頃、妻は書棚に隠した酒を見つけ処分した。1976年、酒を求めて外から帰ったとき、泥酔状態で仕事場の階段から足を滑らせ転落し、帰らぬ人となった。英二や一といつか一緒に作ろうと約束した「かぐや姫」のアイデアがようやく浮かんだときだった。
28年後の1997年、上原はようやく金城の墓参りを果たす。数々の特撮脚本を手がけたが、金城が生み出した『ウルトラマン』『ウルトラセブン』を超える作品はできなかったと振り返り友を偲んだ。上原は思った。「ウルトラマンだった金城はひかりの国に帰り、怪獣である自分は地上でもがき続ける」。

## キャスト
- 金城哲夫：満島真之介
- 上原正三：佐久本宝
- 円谷一：青木崇高
- 実相寺昭雄：玉置玲央
- 金城裕子：蔵下穂波
- 金城奈里子：村田みゆ
- 満田かずほ：大橋直樹
- 円谷英二：綾田俊樹
- 上原正三（60歳）：平田満

インタビュー出演者
- 満田かずほ、円谷粲、樋口祐三、橋本洋二、田口成光、金城裕子、上原美智子（哲夫の妹）

## スタッフ
エンドロールは、「ウルトラマン」のOPデザインをそのまま使っている。
- 脚本・演出：中江裕司
- 取材協力：円谷プロダクション（黒澤桂、高橋良太）、筑摩書房
- ロケ協力：松風苑、クリエイティブ沖縄、シネマ沖縄、信州フィルムコミッションネットワーク ほか
- 資料提供：金城哲夫資料館、南風原町観光協会、西村祐次、斉藤振一郎、比嘉康雄、琉球海運、沖縄県立博物館・美術館、沖縄タイムス社、沖縄テレビ
- プロデューサー：新井真理子
- 制作統括：横山隆宏（NHK）、茂木明彦（NHK G-Media）、中村芙美子（東京ビデオセンター）
- 制作：NHKグローバルメディアサービス
- 制作著作：NHK、東京ビデオセンター

## 受賞
- 2022年5月度 ギャラクシー賞 月間賞
- 東京ドラマアウォード2022 単発ドラマ部門 優秀賞
- 第49回放送文化基金賞 テレビドラマ部門 奨励賞